# نمط طريقة المصنع
في البرمجة القائمة على الأصناف، يعد نمط طريقة المصنع (بالإنجليزية: factory method pattern) نمطًا انشائياً (اي الأنماط المسؤولة عن انشاء كائنات) يستخدم طرق المصنع للتعامل مع مشكلة إنشاء الكائنات دون الحاجة إلى تحديد صنف الكائن الذي سيتم إنشاؤه بالضبط. يتم ذلك بواسطة إنشاء كائنات عن طريق استدعاء طريقة المصنع - إما محدد في واجهة ويتم تنفيذه بواسطة اصناف فرعية، أو يتم تنفيذه في صنف أساسي ويتم تجاوزه اختياريًا بواسطة الاصناف المشتقة - بدلاً من استدعاء مُنشئ.

## نظرة عامة
يعد نمط تصميم طريقة المصنع  أحد أنماط التصميم "عصابة الأربعة" التي تصف كيفية حل مشكلات التصميم المتكررة لتصميم برامج مرنة وكائنية التوجه قابلة لإعادة الاستخدام، أي الكائنات التي يسهل تنفيذها أو تغييرها أو اختبارها، وإعادة استخدامها.
يتم استخدام نمط (تصميم) طريقة المصنع بدلاً من مُنشئ الصنف العادي للاحتفاظ بمبدأ SOLID للبرمجة، وفصل بناء الكائنات عن الكائنات نفسها. هذه الفكرة لها مزايا ومفيدة للحالات التالية، من بين أمور أخرى:
- يسمح ببناء الاصناف بمكون من نوع برمجي لم يتم تحديده مسبقًا، ولكن يتم تعريفه فقط في «واجهة» أوا الواجهة، التي يتم تعريفها على أنها نوع ديناميكي.

وبالتالي، على سبيل المثال، يمكن إنشاء صنف Vehicle (مركبة) التي تحتوي على محرك عضو من واجهة محرك IMotor، ولكن لا يوجد نوع محدد من المحرك Motor معرف مسبقًا، عن طريق إخبار مُنشئ السيارة Vehicle constructor باستخدام محرك كهربائي ElectricMotor أو محرك بنزين GasolineMotor. يستدعي كود مُنشئ المركبة Vehicle constructor بعد ذلك طريقة مصنع المحرك، لإنشاء المحرك المطلوب الذي يتوافق مع واجهة IMotor.
- يسمح ببناء الاصناف الفرعية إلى أحد الأصناف الأبوية الذي لم يتم تحديد نوع مكوناته مسبقًا، ولكن تم تعريفه فقط في واجهة، أو تم تعريفه على أنه نوع ديناميكي.

على سبيل المثال، يمكن لمركبة من الصنف Vehicle التي لديها عضو محدد بنوع ديناميكي، أن تحتوي على اصناف فرعية من النوع ElectricPlane و OldCar تم تصميم كل منها بنوع مختلف من المحركات. يمكن تحقيق ذلك عن طريق بناء الاصناف الفرعية بطريقة مصنع المركبات، مع توفير نوع المحرك. في مثل هذه الحالات قد يكون المنشئ مخفيًا.
- يسمح لكود أكثر قابلية للقراءة في الحالات التي توجد فيها منشآت متعددة، كل منها لسبب مختلف.

على سبيل المثال إذا كان هناك نوعان من المنشئات Vehicle(make:string, motor:number) و Vehicle(make:string, owner:string, license:number, purchased:date) فإن المنشئ ذو المقروئية الأفضل للاصناف يكون باستخدام Vehicle.CreateOwnership(make:string, owner:string, license:number purchased: date) مقابل Vehicle.Create(make:string, motor:number)
يسمح للصنف بتأجيل التمثيل (إنشاء كائن) إلى الاصناف الفرعية، ومنع التمثيل المباشر لكائن من نوع الصنف الأصل (الأب).
على سبيل المثال، يمكن منع المركبة Vehicle من أن يتم تمثيلها مباشرة لأنها لا تحتوي على مُنشئ، ويمكن إنشاء الاصناف الفرعية فقط مثل ElectricPlane أو OldCar عن طريق استدعاء طريقة مصنع السيارة (الثابتة)Vehicle في مُنشئ الأصناف الفرعية أو المُهيئ.
إنشاء كائن مباشرة داخل الصنف الذي يتطلب أو يستخدم الكائن غير المرن لأنه يلزم الصنف بكائن معين ويجعل من المستحيل تغيير التمثيل بشكل مستقل عن الصنف. يتطلب الممثل في تغييرًا في كود الصنف الذي نفضل عدم لمسه. ويشار إلى هذا باسم اقتران الكود ويساعد نمط طريقة المصنع في فصل الكود.
يتم استخدام نمط تصميم طريقة المصنع من خلال تحديد عملية منفصلة أولاً، طريقة المصنع، لإنشاء كائن، ثم استخدام طريقة المصنع هذه عن طريق استدعاءها لإنشاء الكائن. يتيح ذلك كتابة الاصناف الفرعية التي تحدد كيفية إنشاء كائن أصل ونوع الكائنات التي يحتوي عليها الأصل. انظر الرسم التخطيطي لصنف يو-أم-إل أدناه.

## تعريف
«عرّف واجهة لإنشاء كائن، لكن دع الصنف الفرعي يقرر أي صنف يريد إنشاء مثيل له. تتيح طريقة المصنع للصنف تأجيل التمثيل الذي تستخدمه في الصنف الفرعي». (عصابة الأربعة)
غالبًا ما يتطلب إنشاء كائن عمليات معقدة غير مناسبة لتضمينها في كائن إنشاء. قد يؤدي إنشاء الكائن إلى ازدواجية كبيرة في التعليمات البرمجية، وقد يتطلب معلومات لا يمكن الوصول إليها للكائن المؤلف، وقد لا يوفر مستوى كافًا من التجريد، أو قد لا يكون جزءًا من شؤون الكائن المؤلف. يعالج نمط تصميم طريقة المصنع هذه المشاكل من خلال تحديد طريقة منفصلة لإنشاء الكائنات، والتي يمكن للاصناف الفرعية تجاوزها لتحديد النوع البرمجي للمنتج المشتق الذي سيتم إنشاؤه.
يعتمد نمط طريقة المصنع على الوراثة، حيث يتم تفويض إنشاء الكائن إلى الاصناف الفرعية التي تطبق طريقة المصنع لإنشاء الكائنات.

## بناء

### مخطط صنف UML

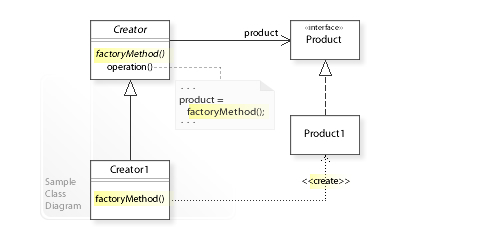
رسم تخطيطي لصنف UML لنمط تصميم طريقة المصنع.

في الرسم التخطيطي لصنف يو-أم-إل أعلاه، الصنف Creator الذي يتطلب كائن Product
لا يمثل الصنف Product1 مباشرة.
بدلاً من ذلك، يشير Creator إلى الدالة المنفصلة ()factoryMethod لإنشاء كائن منتج، مما يجعل Creator مستقلاً حيث يتم إنشاء تمثيل لصنف محدد منه. يمكن للاصناف الفرعية من Creator إعادة تعريف صنف التي يجب إنشاء مثيل لها. في هذا المثال، يقوم الصنف الفرعي Creator1 بتطبيق الدالة
المجردة (factoryMethod) عن طريق إنشاء مثيل لصنف Product1 .

## مثال
يمكن لعب لعبة متاهة في وضعين، أحدهما يحتوي على غرف عادية متصلة فقط بالغرف المجاورة، والآخر بغرف سحرية تسمح بنقل اللاعبين بشكل عشوائي.

### هيكل
Room هو الصنف الأساسي للمنتج النهائي (MagicRoom أو OrdinaryRoom). عن طريق الاعلان البرمجي لشركة MazeGame عن طريقة المصنع المجردة لإنتاج مثل هذا المنتج الأساسي.
MagicRoom و OrdinaryRoom هما اصناف فرعية MagicRoom للمنتج الأساسي الذي ينفذ المنتج النهائي. وهكذا تقوم طرق المصنع فصل الاستدعائين (MazeGame) من تنفيذ أصناف محددة. وهذا يجعل عامل التشغيل البرمجي «جديد» "new" زائداً عن الحاجة، ويسمح بالالتزام بمبدأ فتح / إغلاق ويجعل المنتج النهائي أكثر مرونة في حالة التغيير.

### أملثة تطبيقية

#### لغة سي شارب
الكود: 
```
//Empty vocabulary of actual object

public
 
interface
 
IPerson

{

  
string
 
GetName
();

}

public
 
class
 
Villager
 
:
 
IPerson

{

  
public
 
string
 
GetName
()

  
{

    
return
 
"Village Person"
;

  
}

}

public
 
class
 
CityPerson
 
:
 
IPerson

{

  
public
 
string
 
GetName
()

  
{

    
return
 
"City Person"
;

  
}

}

public
 
enum
 
PersonType

{

  
Rural
,

  
Urban

}

/// <summary>

/// Implementation of Factory - Used to create objects

/// </summary>

public
 
class
 
Factory

{

  
public
 
IPerson
 
GetPerson
(
PersonType
 
type
)

  
{

    
switch
 
(
type
)

    
{

      
case
 
PersonType
.
Rural
:

        
return
 
new
 
Villager
();

      
case
 
PersonType
.
Urban
:

        
return
 
new
 
CityPerson
();

      
default
:

        
throw
 
new
 
NotSupportedException
();

    
}

  
}

}

```

 في الكود أعلاه، يمكنك رؤية إنشاء واجهة برمجية واحدة تسمى IPerson وتنفيذين يسمى Villager و CityPerson. استنادًا إلى النوع الذي تم تمريره إلى كائن المصنع، فإننا نعيد الكائن المحدد الأصلي كواجهة IPerson. طريقة المصنع هي مجرد إضافة إلى صنف المصنع. يقوم بإنشاء كائن من الصنف من خلال واجهات برمجية ولكن من ناحية أخرى، فإنه يتيح أيضًا للاصناف الفرعية تحديد الصنف التي يتم إنشاء مثيل لها. 
```
public
 
interface
 
IProduct

{

  
string
 
GetName
();

  
string
 
SetPrice
(
double
 
price
);

}

public
 
class
 
Phone
 
:
 
IProduct

{

  
private
 
double
 
_price
;

  
public
 
string
 
GetName
()

  
{

    
return
 
"Apple TouchPad"
;

  
}

  
public
 
string
 
SetPrice
(
double
 
price
)

  
{

    
this
.
_price
 
=
 
price
;

    
return
 
"success"
;

  
}

}

/* Almost same as Factory, just an additional exposure to do something with the created method */

public
 
abstract
 
class
 
ProductAbstractFactory

{

  
protected
 
abstract
 
IProduct
 
MakeProduct
();

  
public
 
IProduct
 
GetObject
()
 
// Implementation of Factory Method.

  
{

    
return
 
this
.
MakeProduct
();

  
}

}

public
 
class
 
PhoneConcreteFactory
 
:
 
ProductAbstractFactory

{

  
protected
 
override
 
IProduct
 
MakeProduct
()

  
{

    
IProduct
 
product
 
=
 
new
 
Phone
();

    
//Do something with the object after you get the object. 

    
product
.
SetPrice
(
20.30
);

    
return
 
product
;

  
}

}

```

 يمكنك أن ترى أننا استخدمنا MakeProduct في مصنع التحديد concreteFactory. نتيجة لذلك، يمكنك بسهولة استدعاء () MakeProduct منه للحصول على IProduct. يمكنك أيضًا كتابة منطقك البرمجي المخصص بعد الحصول على الكائن في طريقة مصنع التحديد. يتم إجراء GetObject مجردة في واجهة المصنع.

#### جافا
يشبه مثال جافا هذا أحد الأمثلة الموجودة في كتاب أنماط تصميم.

يستخدم MazeGame الغرف ولكنه يضع مسؤولية إنشاء الغرف على الاصناف الفرعية التي تنشئ اصناف محددة. يمكن أن يستخدم وضع اللعبة العادي طريقة القالب هذه: 
```
public
 
abstract
 
class
 
Room
 
{

  
abstract
 
void
 
connect
(
Room
 
room
);

}

public
 
class
 
MagicRoom
 
extends
 
Room
 
{

  
public
 
void
 
connect
(
Room
 
room
)
 
{}

}

public
 
class
 
OrdinaryRoom
 
extends
 
Room
 
{

  
public
 
void
 
connect
(
Room
 
room
)
 
{}

}

public
 
abstract
 
class
 
MazeGame
 
{

   
private
 
final
 
List
<
Room
>
 
rooms
 
=
 
new
 
ArrayList
<>
();

   
public
 
MazeGame
()
 
{

     
Room
 
room1
 
=
 
makeRoom
();

     
Room
 
room2
 
=
 
makeRoom
();

     
room1
.
connect
(
room2
);

     
rooms
.
add
(
room1
);

     
rooms
.
add
(
room2
);

   
}

   
abstract
 
protected
 
Room
 
makeRoom
();

}

```

 في المقتطف أعلاه، MazeGame مُنشئ (constructor) MazeGame طريقة قالب تجعل بعض المنطق شائعًا. يشير إلى طريقة المصنع makeRoom التي تتضمن إنشاء الغرف بحيث يمكن استخدام الغرف الأخرى في اصناف فرعية. لتنفيذ وضع اللعبة game mode الآخر الذي يحتوي على غرف سحرية magic rooms ، يكفي تجاوز makeRoom برمجياً: 
```
public
 
class
 
MagicMazeGame
 
extends
 
MazeGame
 
{

  
@Override

  
protected
 
Room
 
makeRoom
()
 
{

    
return
 
new
 
MagicRoom
();
 

  
}

}

public
 
class
 
OrdinaryMazeGame
 
extends
 
MazeGame
 
{

  
@Override

  
protected
 
Room
 
makeRoom
()
 
{

    
return
 
new
 
OrdinaryRoom
();
 

  
}

}

MazeGame
 
ordinaryGame
 
=
 
new
 
OrdinaryMazeGame
();

MazeGame
 
magicGame
 
=
 
new
 
MagicMazeGame
();

```

#### بي أتش بي
يتبع مثال آخر في بي أتش بي، هذه المرة باستخدام تنفيذ الواجهة بدلاً من التصنيف الفرعي (ومع ذلك يمكن تحقيق نفس الشيء من خلال التصنيف الفرعي). من المهم ملاحظة أنه يمكن أيضًا تعريف طريقة المصنع على أنها عامة واستدعاؤها مباشرةً بواسطة كود العميل client code (على النقيض من مثال جافا أعلاه). 
```
/* Factory and car interfaces */

interface
 
CarFactory

{

  
public
 
function
 
makeCar
()
 
:
 
Car
;

}

interface
 
Car

{

  
public
 
function
 
getType
()
 
:
 
string
;

}

/* Concrete implementations of the factory and car */

class
 
SedanFactory
 
implements
 
CarFactory

{

  
public
 
function
 
makeCar
()
 
:
 
Car

  
{

    
return
 
new
 
Sedan
();

  
}

}

class
 
Sedan
 
implements
 
Car

{

  
public
 
function
 
getType
()
 
:
 
string

  
{

    
return
 
'Sedan'
;

  
}

}

/* Client */

$factory
 
=
 
new
 
SedanFactory
();

$car
 
=
 
$factory
->
makeCar
();

print
 
$car
->
getType
();

```

#### بايثون
نفس مثال جافا. 
```
from
 
abc
 
import
 
ABC
,
 
abstractmethod

class
 
MazeGame
(
ABC
):

  
def
 
__init__
(
self
)
 
->
 
None
:

    
self
.
rooms
 
=
 
[]

    
self
.
_prepare_rooms
()

  
def
 
_prepare_rooms
(
self
)
 
->
 
None
:

    
room1
 
=
 
self
.
make_room
()

    
room2
 
=
 
self
.
make_room
()

    
room1
.
connect
(
room2
)

    
self
.
rooms
.
append
(
room1
)

    
self
.
rooms
.
append
(
room2
)

  
def
 
play
(
self
)
 
->
 
None
:

    
print
(
'Playing using "
{}
"'
.
format
(
self
.
rooms
[
0
]))

  
@abstractmethod

  
def
 
make_room
(
self
):

    
raise
 
NotImplementedError
(
"You should implement this!"
)

class
 
MagicMazeGame
(
MazeGame
):

  
def
 
make_room
(
self
):

    
return
 
MagicRoom
()

class
 
OrdinaryMazeGame
(
MazeGame
):

  
def
 
make_room
(
self
):

    
return
 
OrdinaryRoom
()

class
 
Room
(
ABC
):

  
def
 
__init__
(
self
)
 
->
 
None
:

    
self
.
connected_rooms
 
=
 
[]

  
def
 
connect
(
self
,
 
room
)
 
->
 
None
:

    
self
.
connected_rooms
.
append
(
room
)

class
 
MagicRoom
(
Room
):

  
def
 
__str__
(
self
):

    
return
 
"Magic room"

class
 
OrdinaryRoom
(
Room
):

  
def
 
__str__
(
self
):

    
return
 
"Ordinary room"

ordinaryGame
 
=
 
OrdinaryMazeGame
()

ordinaryGame
.
play
()

magicGame
 
=
 
MagicMazeGame
()

magicGame
.
play
()

```

## الاستخدامات
- في ADO. NET ، IDbCommand. CreateParameter هو مثال على استخدام طريقة المصنع لربط التسلسلات الهرمية للصنف المتوازية.
- في Qt ، QMainWindow :: createPopupMenu هي طريقة مصنع تم الاعلان البرمحي عنها في إطار عمل يمكن تجاوزه برمجياً في كود التطبيق.
- في جافا، يتم استخدام العديد من المصانع البرمجية في حزمة javax.xml.parsers . مثل javax.xml.parsers.DocumentBuilderFactory أو javax.xml.parsers.SAXParserFactory.
- في HTML5 DOM API ، تحتوي واجهة المستند Document -على طريقة مصنع createElement لإنشاء عناصر محددة لواجهة HTMLElement.

## ملحق: مسرد المصطلحات الإنجليزية
| مَسرد المفردات وفق أقسام المقالة             |                                          |
| المقدمة                                     |                                          |
| البرمجة القائمة على الأصناف                 | class-based programming                  |
| طرق المصنع البرمجية او دوال المصنع البرمجية | factory methods                          |
| واجهة                                       | interface                                |
| اصناف فرعية                                 | child classes                            |
| صنف أساسي                                   | base class                               |
| تجاوزه اختياريًا بواسطة الاصناف المشتقة      | optionally overridden by derived classes |
| المُهيئ                                      | initializer                              |
| الممثل                                      | instantiator                             |
| اقتران الكود                                | code coupling                            |
| فصل الكود                                   | decoupling                               |
| كائن إنشاء                                  | composing object                         |
| شؤون الكائن المؤلف                          | composing object's concerns              |
| النوع البرمجي للمنتج المشتق                 | derived type                             |
| تفويض                                       | delegated                                |
| الاصناف الفرعية                             | subclasses                               |
| يمثل                                        | instantiate                              |
| الصنف                                       | class                                    |
| إنشاء تمثيل لصنف محدد منه                   | concrete class is instantiated           |
| مثيل                                        | instantiate                              |
| بتطبيق                                      | implements                               |
| المجردة                                     | abstract                                 |
| إنشاء مثيل ل                                | instantiating                            |
| الاعلان البرمجي                             | declare                                  |
| طريقة المصنع المجردة                        | the abstract factory method              |
| اصناف فرعية                                 | subclasses                               |
| ينفذ                                        | implementing                             |
| طرق المصنع                                  | factory methods                          |
| فصل الاستدعائين                             | decouple callers                         |
| تنفيذ                                       | implementation                           |
| أصناف محددة                                 | concrete classes                         |
| عامل التشغيل البرمجي                        | Operator                                 |
| زائداً عن الحاجة                             | redundant                                |
| واجهة                                       | interface                                |
| الكائن المحدد الأصلي                        | original concrete object                 |
| منطقك البرمجي المخصص                        | custom logic                             |
| طريقة مصنع التحديد                          | concrete Factory Method                  |
| وضع اللعبة العادي                           | regular game mode                        |
| طريقة القالب                                | template method                          |
| تجاوز برمجي                                 | override                                 |
| تنفيذ الواجهة                               | interface implementations                |
| كودالعميل                                   | client code                              |
| لربط التسلسلات الهرمية للصنف المتوازية      | connect parallel class hierarchies       |
| طار عمل                                     | framework                                |
| تجاوزه برمجياً في كود التطبيق                | overridden in application code           |
| حزمة                                        | package                                  |

## روابط خارجية
- تنفيذ نمط تصميم المصنع في جافا
- طريقة المصنع في UML و LePUS3 (لغة وصنف التصميم)
- فكر في طرق المصنع الثابتة التي كتبها جوشوا بلوخ